# Scottish Open (Golf)
Die Scottish Open, die seit 2022 von Genesis Motor gesponsert wird, ist ein Golfturnier der European Tour und der PGA Tour. Es gehört seit 2017 zu den hochdotierten Rolex Series.
Das Turnier findet in der Woche vor den Open Championship statt, und es wurden einige Bedenken aufgeführt, dass der Kurs des Loch Lomond Golf Club, der sich stark von den Links-Kursen der Open unterscheidet, europäische Tourspieler für das nachfolgende Major-Turnier benachteiligt. Die führenden Rivalen der PGA Tour verbringen dieselbe Woche traditionell damit, auf Links-Kursen in Irland zu trainieren. 2006 wurde vorgeschlagen, das Event auf dem Dundonald Links-Kurs in Ayrshire auszutragen, wo man auf ein Turnier dieses Kalibers jedoch noch nicht vorbereitet war. Am 24. Januar 2011 wurde bekanntgegeben, dass die Barclays Scottish Open aufgrund von finanziellen Schwierigkeiten auf den Castle Stuart Golf Links in Inverness ausgetragen werden.
Die Scottish Open wurden zuerst 1972 im Downfield Golf Club in der Nähe von Dundee ausgerichtet, jedoch erfolgte nach dem zweiten Event 1973 bei St Andrews eine zwölfjährige Unterbrechung. 1986 tauchte das Turnier wieder auf dem Kalender der European Tour auf und ersetzte die Glasgow Open. Die Scottish Open wurden in ihrem ersten Comeback-Jahr im Haggs Castle Golf Club ausgetragen, danach fand der Wettbewerb bis 1994 regelmäßig in Gleneagles statt. Die nächsten zwei Jahre wechselte das Turnier nach Carnoustie über, verschwand 1996 jedoch wieder vom Turnierkalender.
Der freigewordene Platz auf dem europäischen Tourplan wurde 1997 vom Loch Lomond World Invitational eingenommen, das bereits ein Jahr zuvor ausgetragen wurde. 2001 entschied man, dass das Loch Lomond Event als Scottish Open geführt werden sollte und alle vorhergehenden Veranstaltungen wie Scottish Open-Turniere zu zählen seien, was zur ungewöhnlichen Situation führte, dass das Turnier 1996 zwei Sieger hatte.
Von 1972 bis 2008 stieg das Preisgeld von 10.000 auf drei Millionen Britische Pfund an. Es wurde 2012 auf 2,5 Mio. reduziert, aber ein Jahr später wieder auf drei Millionen aufgestockt. 2015 wurden 3,25 Mio. Pfund ausgespielt. 2017 wurden im Rahmen der Rolex Series 7 Mio. US$ ausgeschüttet. Seit 2022 wird das Turnier zusammen von der PGA European Tour und der PGA Tour ausgetragen.

## Siegerliste
| Jahr                                        | Sieger                | Nationalität          | Ergebnis              | Vorsprung             |
| Genesis Scottish Open                       | Genesis Scottish Open | Genesis Scottish Open | Genesis Scottish Open | Genesis Scottish Open |
| ------------------------------------------- | --------------------- | --------------------- | --------------------- | --------------------- |
| 2024                                        | Robert MacIntyre      | Schottland            | 262 (−18)             | 1 Schlag              |
| 2023                                        | Rory McIlroy          | Nordirland            | 265 (−15)             | 1 Schlag              |
| 2022                                        | Xander Schauffele     | Vereinigte Staaten    | 273 (−7)              | 1 Schlag              |
| Abrdn Scottish Open                         |                       |                       |                       |                       |
| 2021                                        | Min Woo Lee           | Australien            | 266 (−18)             | Sieg im Playoff       |
| Aberdeen Standard Investments Scottish Open |                       |                       |                       |                       |
| 2020                                        | Aaron Rai             | England               | 273 (−11)             | Sieg im Playoff       |
| 2019                                        | Bernd Wiesberger      | Österreich            | 262 (−22)             | Sieg im Playoff       |
| 2018                                        | Brandon Stone         | Südafrika             | 260 (−20)             | 4 Schläge             |
| Aberdeen Asset Management Scottish Open     |                       |                       |                       |                       |
| 2017                                        | Rafael Cabrera-Bello  | Spanien               | 275 (−13)             | Sieg im Playoff       |
| 2016                                        | Alexander Norén       | Schweden              | 274 (−14)             | 1 Schlag              |
| 2015                                        | Rickie Fowler         | Vereinigte Staaten    | 268 (−12)             | 1 Schlag              |
| 2014                                        | Justin Rose           | England               | 268 (−16)             | 2 Schläge             |
| 2013                                        | Phil Mickelson        | Vereinigte Staaten    | 271 (−17)             | Sieg im Playoff       |
| 2012                                        | Jeev Milkha Singh     | Indien                | 271 (−17)             | Sieg im Playoff       |
| Barclays Scottish Open                      |                       |                       |                       |                       |
| 2011                                        | Luke Donald           | England               | 197 (−19)             | 4 Schläge             |
| 2010                                        | Edoardo Molinari      | Italien               | 272 (−12)             | 3 Schläge             |
| 2009                                        | Martin Kaymer         | Deutschland           | 269 (−15)             | 2 Schläge             |
| 2008                                        | Graeme McDowell       | Nordirland            | 271 (−13)             | 2 Schläge             |
| 2007                                        | Grégory Havret        | Frankreich            | 270 (−14)             | Sieg im Playoff       |
| 2006                                        | Johan Edfors          | Schweden              | 271 (−13)             | 2 Schläge             |
| 2005                                        | Tim Clark             | Südafrika             | 265 (−19)             | 2 Schläge             |
| 2004                                        | Thomas Levet          | Frankreich            | 269 (−15)             | 1 Schlag              |
| 2003                                        | Ernie Els (2)         | Südafrika             | 267 (−17)             | 5 Schläge             |
| 2002                                        | Eduardo Romero        | Argentinien           | 273 (−11)             | Sieg im Playoff       |
| The Scottish Open at Loch Lomond            |                       |                       |                       |                       |
| 2001                                        | Retief Goosen         | Südafrika             | 268 (−16)             | 3 Schläge             |
| Standard Life Loch Lomond                   |                       |                       |                       |                       |
| 2000                                        | Ernie Els (1)         | Südafrika             | 273 (−11)             | 1 Schlag              |
| 1999                                        | Colin Montgomerie     | Schottland            | 268 (−16)             | 3 Schläge             |
| 1998                                        | Lee Westwood          | England               | 276 (−8)              | 4 Schläge             |
| Gulfstream Loch Lomond World Invitational   |                       |                       |                       |                       |
| 1997                                        | Tom Lehman            | Vereinigte Staaten    | 265 (−19)             | 5 Schläge             |
| Loch Lomond World Invitational              |                       |                       |                       |                       |
| 1996*                                       | Thomas Bjørn          | Dänemark              | 277 (−7)              | 1 Schlag              |
| Scottish Open                               |                       |                       |                       |                       |
| 1996*                                       | Ian Woosnam (3)       | Wales                 | 289 (+1)              | 4 Schläge             |
| 1995                                        | Wayne Riley           | Australien            | 276 (−12)             | 2 Schläge             |
| Bell's Scottish Open                        |                       |                       |                       |                       |
| 1994                                        | Carl Mason            | England               | 265 (−15)             | 1 Schlag              |
| 1993                                        | Jesper Parnevik       | Schweden              | 271 (−9)              | 5 Schläge             |
| 1992                                        | Peter O’Malley        | Australien            | 262 (−18)             | 2 Schläge             |
| 1991                                        | Craig Parry           | Australien            | 268 (−12)             | 1 Schlag              |
| 1990                                        | Ian Woosnam (2)       | Wales                 | 269 (−15)             | 4 Schläge             |
| 1989                                        | Michael Allen         | Vereinigte Staaten    | 272 (−8)              | 2 Schläge             |
| 1988                                        | Barry Lane            | England               | 271 (−13)             | 3 Schläge             |
| 1987                                        | Ian Woosnam (1)       | Wales                 | 264 (−20)             | 7 Schläge             |
| 1986                                        | David Feherty         | Nordirland            | 270 (−14)             | Sieg im Playoff       |
| Sunbeam Electric Scottish Open              |                       |                       |                       |                       |
| 1973                                        | Graham Marsh          | Australien            | 286 (−2)              | 6 Schläge             |
| 1972                                        | Neil Coles            | England               | 283                   | Sieg im Playoff       |

* – 1996 zwei ausgetragene Veranstaltungen